# 受體酪氨酸激酶
受體酪氨酸激酶（receptor tyrosine kinases，RTKs）為對多種多肽類生長因子、細胞因子，及激素具有高親和性細胞表面受體。人類目前已知約有90種酪氨酸激酶基因，其中有59個基因會轉譯出受體酪氨酸激酶。
除了正常的生理功能之外，此類蛋白也在許多類癌細胞的發育和調控上扮演重要角色。此類基因的變異會活化許多一系列級聯反應，影響蛋白質的表現。受體酪氨酸激酶為酪氨酸激酶中較大的一個蛋白質家族，此類蛋白的特點是具有疏水性的穿膜區，反之其他類的酪氨酸激酶則沒有穿膜區。
受体酪氨酸激酶是一种受体，从属于酶偶联受体的类别，其细胞内的区域作为酪氨酸激酶行使功能，对特定的细胞内信号蛋白的指定酪氨酸位点进行磷酸化。
受体酪氨酸激酶和G蛋白偶联受体(GPCR)类似，同样是跨膜蛋白，其配体结合域呈现在细胞膜的外侧。与G蛋白偶联受体(GPCR)不同之处在于，酪氨酸激酶在细胞膜内侧的部分不与G蛋白结合，要么自身作为酶发挥催化作用，要么与别的蛋白形成复合物，发挥酶的催化作用。

## 机理机制
被激活的受体酪氨酸激酶，招募细胞内的信号蛋白，构成一个复合体。这样一个信号传导过程是通过，调节激酶的催化活性实现的。由于受体酪氨酸激酶的跨膜区域只有单一alpha螺旋结构，不容易通过改变自身构象转导信号。受体酪氨酸激酶采用的是形成二聚体，进而转导信号的策略。一般而言，胞外信号分子与受体酪氨酸激酶的结合会引起两个相邻的受体酪氨酸激酶二聚化。空间上的近邻关系使得受体酪氨酸激酶的胞内区段可以互相磷酸化。
胞内被磷酸化的酪氨酸，作为结合位点，招募细胞内部的信号蛋白，构成复合体。被招募的蛋白数目可以多达10到20种。这些被招募的蛋白，有的在招募后被磷酸化激活，有的单纯被用来稳定复合体的形成。这些被涉及的蛋白，通常包含磷脂酶C和一种被称为Ras的单体GTP结合蛋白。这些蛋白综合起来，保证了信号的进一步转导。

## 命名
受體酪氨酸激酶（receptor tyrosine kinase，RTK）有時也會被稱為酪氨酸受體激酶（tyrosine receptor kinase，TRK，Trk）或酪氨酸激酶受體（tyrosine kinase receptor，TKR）。

## 類別
目前已知約有20。
1. 第一類（EGF受體家族（英语：ErbB），又稱ErbB受體家族）
2. 第二類（胰島素受體（英语：Insulin receptor）家族，Insulin receptor family）
3. 第三類（血小板衍生生長因子受體家族，PDGF receptor family）
4. 第四類（VEGF receptors family）
5. 第五類（成纤维细胞生长因子受体家族，FGF receptor family）
6. 第六類（CCK receptor family）
7. 第七類（神經生長因子受體家族，NGF receptor family）
8. 第八類（HGF receptor family）
9. 第九類（Eph receptor family）
10. 第十類（AXL receptor family）
11. 第十一類（TIE receptor family）
12. 第十二類（RYK receptor family）
13. 第十三類（DDR receptor family）
14. 第十四類（RET receptor family）
15. 第十五類（ROS receptor family）
16. 第十六類（LTK receptor family）
17. 第十七類（受体酪氨酸激酶样孤儿受体家族，ROR receptor family）
18. 第十八類（MuSK receptor family）
19. 第十九類（LMR receptor）
20. 第二十類（Undetermined）

## 外部連結
- 醫學主題詞表（MeSH）：Tyrosine+Kinase+Receptors
- EC 2.7.10.1